# Świętosława duńska
Świętosława (ur. między 995 a 999, zm. zap. po 1031) – królewna duńska, córka Swena Widłobrodego i księżniczki polskiej Sygrydy Storrådy.

## Życiorys
Według wzmianki Liber vitae z katedry w Winchesterze z 1031 Świętosława, siostra króla Anglii i Danii Kanuta Wielkiego, była dobrodziejką tegoż kościoła. Poza ową wzmianką nie posiadamy innych informacji na temat królewny. Badacze identyfikują Świętosławę z siostrą Kanuta, która poślubiła nieznanego bliżej księcia słowiańskiego Wyrtgeorna. Z małżeństwa Świętosławy i Wyrtgeorna pochodziła córka Gunhilda, która w 1029 poślubiła jarla norweskiego Haakona Eirikssona, a po jego śmierci hrabiego angielskiego Haralda Thorkelssona.